# 野間省伸
野間 省伸（のま よしのぶ、1969年〈昭和44年〉1月13日 - ）は、日本の実業家。講談社代表取締役社長（第7代）、武蔵カントリー倶楽部代表取締役社長、一般社団法人デジタル出版者連盟代表理事。東京都出身。

## 来歴
- 1987年3月 - 暁星高等学校卒業[3]。
- 1991年3月 - 慶應義塾大学法学部政治学科卒業[4]。
- 1991年4月 - 三菱銀行（現：三菱UFJ銀行）入行[注 1]。
- 1999年2月 - 東京三菱銀行を退行し[注 1]、講談社に入社。同時に、同社取締役就任。
- 2003年2月 - 株式会社講談社常務取締役就任。
- 2004年2月 - 株式会社講談社代表取締役副社長就任。
- 2007年3月 - 早稲田大学大学院スポーツ科学研究科修士課程修了[5]。
- 2011年3月31日 - 株式会社講談社代表取締役社長就任。当初は4月中旬の就任を予定していたが、母の死去に伴い就任が前倒しとなった。
- 2021年3月 - 株式会社武蔵カントリー倶楽部代表取締役社長就任[6]。

## 家族・親族
- 高祖父：壬生基修（公卿、政治家）
- 高祖父：賀陽宮邦憲王（皇族、神宮祭主）
- 曾祖父：町尻量基（陸軍中将）
- 曾祖母：町尻由紀子（元皇族）
- 父方の祖父：阿南惟幾（陸軍大将）
- 母方の祖父：野間省一（講談社第4代社長）
- 父：野間惟道（講談社第5代社長）
- 母：野間佐和子（講談社第6代社長）

## 電子書籍に対する考え
「電子書籍によって単純に紙書籍がなくなるとは考えない。電子書籍という読む手段が増えることで新しい読者が発掘され、紙書籍の需要にも刺激を与える」と考えている。上巻を約1か月間ネットで無料公開した五木寛之の『親鸞』は、公開後に書店での売り上げが上下巻とも25%以上伸びた。
2012年2月20日、6月から著作権者の承諾を得た全ての新刊書で紙書籍の刊行と合わせて電子書籍配信を行える態勢を講談社にて開始することを発表した。